# Juan Pérez Nájera
Juan Pérez Nájera (Castroviejo, 24 de junio de 1845 - Burjasot, 28 de diciembre de 1938) fue un militar y político carlista español. 

## Biografía
Estudió en el Seminario de Calahorra brillantemente la carrera eclesiástica, sin llegar a ordenarse de sacerdote. En 1869 fue preso por conspriar en favor da la causa de Don Carlos en Corella (Navarra) y conducido sucesivamente a las cárceles de Tudela, Caparroso, Logroño y Calahorra. En 1870 fue a París con el fin de ponerse de acuerdo para el futuro alzamiento carlista, que fracasó, y en el que tomó parte muy activa.
En 1871 fue nombrado teniente de infantería y ayudante del general Lizárraga, En el año siguiente, y habiendo estallado ya con toda su fuerza el movimiento de protesta armado en favor de Don Carlos, Pérez Najera tomó parte en las batallas de Avalos y Sierra de Urbasa. En 1873 tomó el mando de las fuerzas carlistas tituladas Guías de Castilla, asistiendo al ataque de Azpeitia, a las acciones de Abalcisqueta y Astigarreta, a la sorpresa de Peñacerrada y decidiendo con sus fuerzas, en favor de los carlistas, la victoria de Eraul, en la que tomó un cañón a las tropas liberales.
Con el batallón de cazadores 1.° del Cid, de Castilla, que mandaba como comandante, asistió a las acciones de San Pedro Abanto, a la de las Muñecas, a la batalla de Abárzuza, en que halló la muerte el general en jefe liberal marqués del Duero, y a las de Oteiza, Oyarzun y a la sorpresa de Lácar, en la que escapó, no sin riesgo, el rey Alfonso XII.
En 1875 pasó el ya teniente coronel Pérez Nájera a la provincia de Álava, distinguiéndose en los combates de Carrasquedo (Valle de Mena), Mañeru y Santa Bárbara y a fines de enero de 1876 pasó a la línea de Vera, batiéndose denodadamente el 18 y 19 de febrero en las acciones de Peña Plata y Palomeras de Echalar.
Acompañó después a Don Carlos desde Almandor en dirección a la frontera y mostró una vez más su valor reduciendo a la disciplina en Roncesvalles a una fuerza carlista de otro cuerpo, que encontró allí insubordinada, hecho por el que se le concedió el ascenso a coronel el 27 de febrero de 1876. Poco después emigró a Francia con Don Carlos de Borbón, quien antes le elevó al generalato.
En 1877 emigró a la América del Sur, dedicándose al comercio hasta 1885, en que por la muerte del rey Alfonso XII creyó que iba a reanudarse la guerra de sucesión a la corona. Ofreció de nuevo sus servicios a Don Carlos, quien le recomendó permaneciese a la expectativa de los sucesos, y al entrar en España fue preso en Logroño como desertor.
Le fue admitida la redención a metálico y en 1893 presentó su candidatura para diputado a Cortes por el distrito de Torrecilla-Nájera. El 4 de julio de 1894 fue premiado con Don Carlos con la faja de General de Brigada. Participó en la conspiración carlista de 1898 y 1899.
Al producirse la escisión mellista en 1919, Pérez Nájera permaneció leal a Don Jaime y publicó en Madrid un semanario jaimista titulado El Alerta. En febrero de 1920 Don Jaime lo designó para la organización y el mando general de los Requetés, lo ascendió a teniente general y en 1924 lo nombró caballero de la Orden de la Legitimidad Proscrita.
Durante la Segunda República, el General Pérez Nájera formó parte del sector cruzadista del tradicionalismo, reuniéndose en Madrid en torno a su figura lectores y colaboradores del semanario El Cruzado Español como el Dr. Comas, Casariego y Gaztañaga, que colaboraban y compartían amistad con los militantes de las Juntas de Ofensiva Nacional-Sindicalista dirigidas por Ramiro Ledesma Ramos.
Tras estallar la Guerra Civil, se refugió con su hija en Burjasot, falleciendo a causa del hambre el 28 de diciembre de 1938, a los noventa y cuatro años de edad.